# Weltschmerz

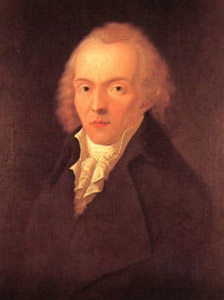
Johann Paul Friedrich Richter conegut com Jean Paul.

Weltschmerz és un terme encunyat per l'autor alemany Jean Paul usat per expressar la sensació que una persona experimenta en entendre que el món físic real mai podrà equiparar-se al món desitjat com un se l'imagina.
Aquesta visió pessimista del món va ser àmpliament utilitzada per nombrosos autors romàntics com Lord Byron, Giacomo Leopardi, François-René de Chateaubriand, Alfred de Musset, Nikolaus Lenau, Herman Hesse, Christopher Connors, i Heinrich Heine. El terme també és utilitzat per denotar el sentiment de tristesa quan es pensa en els mals que afligeixen al món. En el parlar quotidià alemany, no és una paraula usada freqüentment.
El significat modern de weltschmerz en la llengua alemanya, és el dolor psicològic causat per la tristesa que es pateix quan es comprèn que les pròpies febleses són causades per la crueltat del món i circumstàncies físiques i socials. En aquest sentit, pot provocar depressió i resignació, i pot convertir-se en un problema mental (comparable al hikikomori).

## Cultura popular
En música, «Weltschmerz» és una cançó de la banda britànica The Cutler, de l'àlbum Black Flag. Així mateix, és una cançó gòtica que apareix en l'àlbum Lycia de Christian Dörge, també «Weltschmerz» és la primera cançó (intro) de la banda Napalm Death de l'àlbum Smear Campaign. També és el títol d'una cançó del grup holandès Orphanage en el seu disc Oblivion. Weltschmerz també és una cançó de la banda xilena Aspasia.
El disc "Weltschmerz" de l'autor Proscenium llançat per la discografica Dark Vinyl
Weltschmerz és, a més, el nom d'una tira còmica canadenca. En el capítol especial de nadal de la tercera temporada de la sèrie nord-americana The Big Bang Theory el personatge Sheldon fa referència al terme.